# Парадокс Бертрандове кутије
Парадокс Бердрандове кутије је класичан парадокс елементарне теорије вероватноће. Први пут је постављен од стране Јосипа Бертранда у његовом Калкус дес пробабилитес, објављеном 1889. године.
Постоје три кутије:
1. кутија садржи два златна новчића,
2. кутија садржи два сребрна новчића,
3. кутија садржи један златни и један сребрни новчић.

Након насумичног избора кутије и извлачења једног новчића насумично, ако се деси да буде златан, то може изгледати да је вероватноћа да је преостали новчић златан 1⁄2; у ствари, вероватноћа је 2⁄3. Два проблема који су веома слична су Монтихолов парадокс и Парадокс три затвореника.
Ове једноставне, али контраинтуитивне питалице се користе као стандардни примери у настави теорије вероватноће. Њихово решење илуструје неке основне принципе, укључујући и Колмогорове аксиоме.

## Верзија кутије
Постоје три кутије, свака са једном фиоком на свакој од две стране. Свака фиока садржи новчић. Једна кутија има златан новчић на свакој страни (ГГ), један сребрни новчић са сваке стране (СС), а други златан новчић на једној страни и сребрни новчић на другој (ГС). Кутија је изабрана насумице, случајна фиока се отвара, а златан новчић је нађен унутар ње. Која је вероватноћа да је на другој страни златан новчић?
Следеће образложење изгледа да даје вероватноћу од 1⁄2:
- Првобитно, све три кутије је подједнако вероватно могуће изабрати.

- Изабрана кутије не може бити СС.
- Тако да мора бити кутија ГГ или ГС.
- Две преостале могућности су подједнако вероватне. Дакле, вероватноћа да је кутија ГГ, а да је други новчић такође златан, је 1⁄2.

Мана је у последњем кораку. Док та два случаја су првобитно једнако вероватна, чињеница да сте сигурни да пронађете златник ако сте одабрали ГГ кутију, али су само 50% сигурни у проналажењу златника ако cу одабрали ГС кутију, значи да су не подједнако вероватно с обзиром на то да сте нашли златник. Конкретно:
- Вероватноћа да ће у ГГ бити златник је 1.

- Вероватноћа да ће у СС бити златник је 0.

- Вероватноћа да ће у ГС бити златник је 1⁄2.

У почетку ГГ, СС и ГС су подједнако вероватне. Стога, по Бајесовом правилу влада условна вероватноћа да је изабрана кутија ГГ, с обзиром да смо приметили златник, је:
{\displaystyle {\frac {\mathrm {P} (see\ gold\mid GG)}{\mathrm {P} (see\ gold\mid GG)+\mathrm {P} (see\ gold\mid SS)+\mathrm {P} (see\ gold\mid GS)}}={\frac {1}{1+0+1/2}}={\frac {2}{3}}}
Тачан одговор од 2⁄3 се такође може добити на следећи начин:
- Првобитно, свих шест кованица су подједнако  могуће да буду биране.

- Изабрани новчић не може бити из фиоке С кутије ГС, или из било које фиоке кутије СС. 
- Дакле, мора доћи из Г фиоке кутије ГС, или из било које фиоке кутије ГГ.

- Три преостале могућности су подједнако вероватне, тако да је вероватноћа да је фиока од кутије ГГ 2⁄3.

Алтернативно, једноставно се може констатовати да изабрана кутија има два новчића истог типа 2⁄3 времена. Дакле, без обзира на то какав је новчић у изабраној фиоци, кутија има два новчића од те врсте 2⁄3 времена. Другим речима, проблем је еквивалентан постављеном питању "Колика је вероватноћа да ћу узети кутију са две кованице исте боје?".
Бертрандова поента у изградњи овог примера била је да се покаже да само бројање случајева није увек исправно. Уместо тога, треба сумирати вероватноћу за коју ће случајеви произвести посматрани резултат; а два метода су еквивалентна само ако је вероватноћа 1 или 0 у сваком случају. Овај услов је правилно примењен у поступку другог решења, али не у првом.

## Парадокс како наводи Бертранд
Може бити лакше да се разуме тачан одговор, ако се узме у обзир парадокс који је Бертран првобитно описао. Након што је изабрана кутија, али пре него што се кутија отвори дозвољено је да посматрамо новчић, вероватноћа је 2/3 да кутија има два новчића исте врсте. Ако је вероватноћа "посматрање златника" у комбинацији са "кутија има два новчића исте врсте" је 1/2, онда вероватноћа "посматрање сребрног новчића" у комбинацији са "кутије има два новчића исте врсте " такође мора бити 1/2. А ако се вероватноћа да кутија има два новчића мења на 1/2 без обзира на врсту новчића који је приказан, вероватноћа би морала да буде 1/2, чак и ако нисте приметили новчић на овај начин. Пошто знамо да је његова вероватноћа 2/3, а не 1/2 , имамо парадокс. Може се решити само уважавајући чињеницу да комбинација "посматрање златника" са сваког могућег оквира може само да утиче на вероватноћу да је кутија ГС или СС, али не и ГГ.

## Верзија карте
Претпоставимо да постоје три карте:
- Црна карта која је црна са обе стране,
- Бела карта која је бела са обе стране, и
- Мешовита карта која је црна са једне, а бела са друге стране.

Све карте су постављене у шешир и једна је извучена насумце и стављена на сто. Страна окренута нагоре је црна. Какве су шансе да је друга страна такође црна?
Одговор је да је вероватноћа да је друга страна црна 2⁄3. Међутим, заједничка интуиција предлаже вероватноћу од 1⁄2  зато што постоје две карте са црним на њима што би ова карта могла бити, или зато што постоје 3 беле и 3 црне стране и многи људи забораве да елиминишу могућност "беле карте" у овој ситуацији (нпр. карта коју преврну НЕ МОЖЕ бити "бела карта", јер је црна страна окренута).
У истраживању од 53 бруцоша психологије, узимајући уводни курс вероватноће, 35 је погрешно одговорило 1⁄2; само је 3 студента тачно одговорило 2/3. 
Друга презентација проблема каже: насумично одабери карту од три, које су шансе да има исту боју на другој страни? Пошто је само једна карта мешовита и две имају исту боју на две стране, лакше је разумети да је вероватноћа 2⁄3. Такође имајте на уму да је речено да је боја црна (или златан новчић) уместо беле није битно јер је симетрична: одговор је исти за белу. Тако је одговор на питање генерички 'исте боје на обе стране ".

### Уводне напомене
Да би се решио овај проблем, било формално или неформално, морају се доделити вероватноће догађајима извлачења сваког од шест лица на три карте. Ове вероватноће могу бити веома различите; можда је бела карта већа од црне карте, или је црна страна мешовите карте тежа од беле стране. Изјава овог питања се не бави експлицитно овим проблемима. Једина ограничења која имплицирају Колмогорове аксиоме су да су све вероватноће не-негативне, и сумирају се до 1.
Обичај у проблемима када се буквално извлаче објекти из шешира је претпоставити да су све вероватноће извлачења једнаке. Ово приморава да вероватноћа извлачења сваке стране буде 1⁄6, па је вероватноћа извлачења дате карте 1⁄3. Посебно, вероватноћа извлачења двоструко-беле карте је 1⁄3, и вероватноћа извлачења различите карте је 2⁄3.
У питању је, међутим, неко је већ одабрао неку карту из шешира и она показује црно лице. На први поглед чини се да постоји шанса 50/50 (тј. вероватноћа 1⁄2) да је друга страна карте црне боје, јер постоје две карте које могу бити: црна и мешовита. Међутим, ово резоновање не користи све информације; не само да карта на столу има бар једно црно лице, али и да је у популацији одабрана од, само 1 од 3 црна лица која су била на мешовитој карти.
Једноставно објашњење је да се именују црне стране као x, y и z где су x и у ана истој карти док је z на мешовитој карти, тада је вероватноћа подељена на три црне стране са  1⁄3 за сваку. Вероватноћа да одаберемо или x или y је сума вероватноћа и износи 2⁄3.

### Решења

#### Интуиција
Интуиција каже да се карта бира насумице. Међутим, једном се заправо бира лице насумице. Постоји 6 лица, од којих су 3 лица бела и 3 лица су црна. 2 од 3 црних лица припадају истој карти. Шанса да одаберете једно од та два лица је 2⁄3. Дакле, шансе да окренете карту изнова и пронађете друго црно лице је такође 2⁄3. Други начин размишљања о томе је да проблем није у вези са случајем да је друга страна црна, је о шанси да сте изабрали све црне карте. Ако сте изабрали црно лице, онда је два пута већа шанса да то лице припада црној карти него мешовитој карти.
Алтернативно, може се посматрати као оплклада не на одређеној боји, али опклада да стране одговарају. Клађење на одређену боју, без обзира на то које је лице приказано, увек ће имати шансу  1⁄2. Али клађење да стране одговарају је 2⁄3, зато што 2 карте одговарају, а 1 не.

#### Етикете
Један метод решења је обележавање лица карте, на пример бројевима од 1 до 6. Етикетирати лица црне карте 1 и 2; обележити лица мешовите карте 3 (црно) и 4 (бело); и обележити лица беле карте 5. и 6. Приметимо да би црно лице могло бити 1, 2 или 3, све подједнако вероватно; ако је 1 или 2, друга страна је црна, а ако је 3, друга је бела. Вероватноћа да је друга страна црна је 2⁄3. Ова вероватноћа може бити изведена на следећи начин: Нека случајна променљива Б једнака црном лицу (тј. вероватноћа успеха пошто је црно лице оно што тражимо). Користећи Колмогров аксиом свих вероватноћа имамо једнако 1, можемо закључити да је вероватноћа извлачења белог лица 1-P(Б). Пошто је P(Б)=P(1)+P(2) одатле P(Б)=1⁄3+1⁄3=2⁄3. Можемо изразити P(бело лоце)=1-2⁄3=1⁄3.

#### Бајесова теорема
С обзиром да је показано лице црно, друго лице је црно ако и само ако је карта црна карта. Ако се црна карта извуче, црно лице је приказано са вероватноћом 1. Укупна вероватноћа виђења црног лица је 1⁄2; укупна вероватноћа извлачења црне карте је 1⁄3. По Бајесовој теореми, условна вероватноћа да је извучена црна карта, с обзиром да је показано црно лице, је
{\displaystyle {\frac {1\cdot 1/3}{1/2}}=2/3.}
Може бити више интуитивно да се представи овај аргумент користећи Бајесово правило,  него Бајесову теорему. Видевши црно лице можемо искључити белу карту. Ми смо заинтересовани за вероватноћу да дата црна карта показује црно лице. У почетку је једнако вероватно да је карта црна и да је мешовита: досадашње шансе су 1: 1. С обзиром да је црна сигурни смо да видимо црно лице, али с обзиром да је мешовита сигурни смо само 50% да видимо црно лице. Однос ових вероватноћа, који се назива фактор ризика или Бајесов фактор, је 2: 1. Бајесово правило каже "бочна квота износи претходна квота пута фактор вероватноће". Пошто су раније шансе 1: 1 задња шанса је једнака односу веродостојности, 2: 1. Сада је два пута већа шанса да је карта црна, него да је мешовита.

#### Елиминисање беле карте
Иако су разлози нетачних решења да је бела карта, која је уклоњена, она која може користити ту информацију за право решење. Измена претходног метода, с обзиром да бела карта није нацртана, вероватноћа да се види црно лице је 3⁄4, и вероватноћа извлачења црне карте је 1⁄2. Условна вероватноћа да ће се извући црна карта, с обзиром да је показано црно лице је
{\displaystyle {\frac {1/2}{3/4}}=2/3.}

#### Симетрија
Вероватноћа (без разматрања појединачне боје) да је сакривена боја иста као приказана боја је очигледно 2⁄3, јер то важи ако и само ако је изабрана карта црна или бела, када бирамо 2 од 3 карте. Симетрија сугерише да је вероватноћа независна од изабране боје, тако да информације о томе која је приказана боја не утичу на изгледе да обе стране имају исту боју.
Овај аргумент је тачан и може се формализовати на следећи начин. По закону укупне вероватноће, вероватноћа да је сакривена боја иста као и приказана боја једнака је пондерисаном просеку вероватноћа да је сакривена боја иста као и приказана боја, с обзиром да је приказана боја црна или бела (тежине су вероватноће виђења црне или беле). Симетријом, две условне вероватноће да су боје исте видимо рецимо црну и рецимо видимо беле да су исте. Пошто су поврх тога у просеку 2/3 морају обе бити једнаке 2/3.

#### Експеримент
Коришћењем посебно конструисаних карти, избор се може тестирати више пута. Нека "Б" означава црну боју. Изградњом разломка са имениоцем број пута када је "Б" на врху, а бројиоцем колико пута су обе стране "Б", експериментатор ће вероватно наћи да однос буде близу 2⁄3.
Обратите пажњу на логичну чињеницу да Б/Б карта значајно више доприноси (у ствари дупло) броју пута када је "Б" на врху. Уз карту Б/В увек постоји шанса 50% да ће В бити на врху, тако да у 50% случајева карта Б/В се извлачи, извлачење не утиче ни на бројилац, ни на именилац и ефикасно се не рачунају (ово важи и за сваки пут када је В/В извучена, тако да та карта може и бити уклоњена из сета у потпуности). Коначно, карте Б/Б и Б/В нису једнаких шанси, јер у 50% случајева Б/ В је извучена, ова карта је једноставно "дисквалификована".

## Повезани парадокси
- Парадокс дечака или девојчице
- Парадокс три затвореника
- Парадокс две коверте
- Парадокс успаване лепотице